# Dirk Stappaerts
Dirk Stappaerts (Antwerpen, 29 juni 1938 – Borgerhout, 3 november 2002) was een Belgisch kunsthistoricus en politicus voor de Volksunie.

## Levensloop
Stappaerts was van begin 1977 tot eind 1982 de laatste burgemeester van de voormalige gemeente Borgerhout, nu een district van de stad Antwerpen. Van begin 1983 tot eind 1988 was hij nog zes jaar Antwerps gemeenteraadslid.
Daarnaast was hij directeur van Kind en Gezin provincie Antwerpen, ondervoorzitter van het MUHKA en ere-ondervoorzitter van de Koninklijke Filharmonie van Vlaanderen. Hij was getrouwd en had een dochter. Na zijn overlijden werd zijn as op de Borgerhoutse begraafplaats Silsburg in Deurne uitgestrooid.